# NGC 7435
NGC 7435 este o galaxie situată în constelația Pegas. A fost descoperită în 12 octombrie 1855 de către William Parsons, 3rd Earl of Rosse⁠(d).